# Monte Iato
Der Monte Iato ist ein Berg im Nordwesten Siziliens.

## Lage
Der Berg liegt in der Nähe der Städte San Cipirello und San Giuseppe Jato in der Metropolitanstadt Palermo etwa 30 Kilometer südöstlich von Palermo. Er  ist an drei Seiten von Felsabhängen umgeben und lediglich an der Ostseite über einen Hang zugänglich. Seine relativ flaches Gipfelplateau erstreckt sich etwa 500 Meter in Ost-West-Richtung.

## Geschichte
Aufgrund dieser strategisch günstigen Lage war das Hochplateau des Monte Iato in der Antike und im Mittelalter Standort einer gut befestigten Stadt, die in der Antike von den Griechen Iaitas oder Ietas (in der lateinischen Form) und im Mittelalter Iato genannt wurde. In der späten Eisenzeit sowie in archaischer Zeit genoss die indigene Stadt innerhalb der zentralwestsizilischen koiné über eine eigene wirtschaftliche und politische Autonomie. Dies wurde im 1. Viertel d. 5. Jh. v. Chr., unter dem Expansionsdrang des emmenidischen Akragas, zeitweise unterbrochen. In den Folgejahrhunderten wurde die Stadt in das römische Reich integriert. Seit der Zerstörung der Stadt 1246 durch Friedrich II. blieb das Gelände unbesiedelt.
Das Archäologische Institut und die Archäologische Sammlung der Universität Zürich führt seit 1971 jährliche Ausgrabungskampagnen (jeweils im Juni) oberhalb der Ortschaften San Cipirello und San Giuseppe Iato durch, die von Christoph Reusser geleitet werden.
Darüber hinaus finden seit 2011 auch jährliche Grabungskampagnen der Universität Innsbruck unter der Leitung von Erich Kistler statt.